# Organisation pour la démocratie et le développement
Cet article concerne l'organisation régionale. Pour l'île, voir Guam.

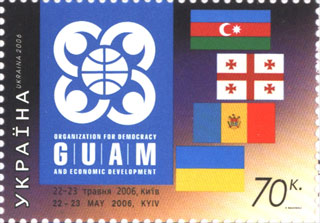
Un timbre ukrainien consacré au sommet du GUAM en 2006.

L'Organisation pour la démocratie et le développement, dite GUAM, est une organisation internationale de coopération à vocation régionale regroupant quatre États de l'ex-Union soviétique : Géorgie, Ukraine, Azerbaïdjan et Moldavie (de 1999 à 2005, l'organisation, dite alors GUUAM, comportait en outre l'Ouzbékistan). Cette organisation pro-occidentale regroupe des États qui se sentent menacés par la Russie.

## Histoire
En 1996, la Géorgie, l'Ukraine et l'Azerbaïdjan s'unissent pour former ce qui deviendra le GUAM.
L'idée de former un cadre informel pour tenir les consultations quadrilatérales a été articulé en 1997 à Strasbourg. En 1999, après le retrait du Traité de sécurité collective de l'Azerbaïdjan, de la Géorgie et de l'Ouzbékistan, ce dernier, désillusionné du rapprochement avec la Russie, décide de rejoindre le groupe GUAM, qui prend le nom de GUUAM (en anglais, Ouzbékistan s'écrit Uzbekistan). Cependant, les autorités de l'Ouzbékistan jugent le projet peu attirant. Dès 2001, Tachkent pratique la politique de la chaise vide, boude la signature de la Charte de Yalta en 2002 et annonce son retrait après le massacre d'Andijan en mai 2005.
Par ailleurs, ces quatre États ont deux traits communs. D'une part, ils sont issus de l'éclatement de l'Union soviétique et membre de la Communauté des États indépendants au moment où ils se constituent en son sein. D'autre part, ils subissent des conflits territoriaux latents où la Russie joue un rôle de premier plan, avec l'entretien en particulier de bases militaires : Transnistrie russophone pour la Moldavie, Crimée et minorité russe en Ukraine, Abkhazie et Ossétie du Sud (et dans une moindre mesure Adjarie) en Géorgie, et Haut-Karabagh occupé par l'Arménie (alliée de la Russie) pour l'Azerbaïdjan.
Dans le but de confirmer l'adhésion aux valeurs démocratiques, le GUAM a changé son appellation officielle. Lors du sommet de Kiev du 23 mai 2006 il a été annoncé la création de l'Organisation pour la démocratie et le développement économique - GUAM.
Cette évolution conceptuelle et institutionnelle fut d'ailleurs précédée par la signature de la Charte de Yalta instituant l'organisation GUAM en 2002. La Charte a doté l'organisation de la personnalité juridique internationale et a permis l'octroi du statut d'observateur auprès de l'Assemblée générale des Nations unies (décembre 2003).

## Organisation institutionnelle du GUAM
Du point de vue organique, le GUAM comprend :
- le Conseil
- le Secrétariat.

Le Conseil est l'organe politique suprême de l'organisation. Il fonctionne aux différents niveaux :
- au niveau des chefs d'État, annuellement ;
- au niveau des chefs de gouvernement ;
- au niveau des ministres des affaires étrangères, biannuellement ;
- au niveau des coordinateurs nationaux, pour la gestion de l'intendance ;
- au niveau des représentants permanents des États membres.

Le Conseil a le pouvoir de créer les organes et les commissions, ainsi que les groupes de travail qui peuvent être permanents ou temporaires. La coopération inter-institutionnelle est également considérée comme prioritaire. Afin de la promouvoir, le Conseil crée les organes composés de chefs des agences gouvernementales ou des départements ministériels.
Depuis le 1er juillet 2007, V. Chechelachvili est le Secrétaire général de l'Organisation pour la démocratie et le développement économique - GUAM.
La présence de plusieurs pays d'Europe de l’Est ainsi que d'un envoyé des États-Unis atteste l'ouverture du GUAM vers l'Europe et les États-Unis.

## Membres
Membres au 1er juin 2025 :
- Géorgie (1997) (G)
- Ukraine (1997) (U)
- Azerbaïdjan (1997) (A)
- Moldavie (1997) (M)

Anciennement
- Ouzbékistan (entrée 1999, retrait 2005)

## Enjeux politiques
Soucieux de se rapprocher de l'Union européenne et de l'OTAN (volonté affirmée lors la réunion de Kiev le 28 mai 2005), les pays du GUAM font face à la défiance de la Russie, qui a amplifié en 2006 la pression économique sur la Géorgie et la Moldavie, ainsi que sur l'Ukraine. Les guerres commerciales ont éclaté démontrant la frustration du pouvoir russe quant au rapprochement de États de GUAM avec l'Occident. À titre d'exemple, il convient d'évoquer le conflit gazier de janvier 2006 ayant fortement discrédité la Russie. Par ailleurs, Moscou a eu recours à d'autres moyens de pression économique, par exemple l'interdiction de l'importation des vins et des eaux minérales géorgiens, de la production agricole moldave et géorgienne pour des « raisons sanitaires ».
Le soutien politique et, en moindre mesure, financier dont bénéficie le GUAM de la part des États-Unis laisse croire certains experts russes à l'existence d'une nouvelle politique d'endiguement de la Russie actuelle. L'endiguement étant élaboré dans les années cinquante dans le but de ceinturer l'URSS par un réseau d'alliances politico-militaires ou commerciales.
En l'occurrence, les objectifs du GUAM semblent être la réduction de la dépendance énergétique par rapport à la Russie, non seulement des États membres de l'organisation mais aussi de l'Union européenne. L'un des projets concerne la construction des oléoducs et gazoducs contournant la Russie mais reliant les régions de la Caspienne, de la mer Noire et de la mer Baltique. La Géorgie avait proposé en avril 1999 de créer avec les autres membres du GUAM une force de maintien de la paix pour notamment protéger les conduits d'hydrocarbures, mais ce projet est resté sans suite.
Le GUAM n'a donné lieu qu'à peu ou pas de réalisations concrètes, limitées par le manque de moyens et d'objectifs communs précis. En mai 2006, le politologue azerbaïdjanais Zardust Alizade exprime encore ses doutes quant aux perspectives de développement de l'alliance, et l'obtention de résultats pratiques.